# Карші (аеропорт)
Аеропорт Карші ((узб. Qarshi Xalqaro Aeroporti) (IATA: KSQ, ICAO: UTSK) — міжнародний аеропорт міста Карші, Кашкадар'їнська область, Узбекистан.

## Авіалінії та напрямки
| Авіакомпанія       | Пункт призначення                             |
| ------------------ | --------------------------------------------- |
| IrAero             | Іркутськ (з 18 грудня 2019), Ст Петербург     |
| Nordwind Airlines  | Москва-Шереметьєво                            |
| Ural Airlines      | Москва-Домодєдово Seasonal: Москва-Жуковський |
| Uzbekistan Airways | Москва-Внуково                                |